# Conus bayeri
Conus bayeri é uma espécie de gastrópode do gênero Conus, pertencente a família Conidae.

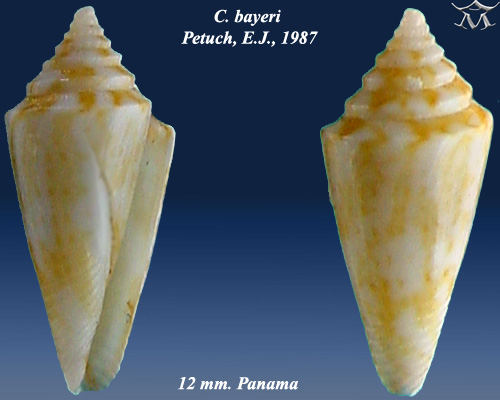